# Povračilo
Povračilo (nemško Revanche) je avstrijski filmski triler iz leta 2008, ki ga je režiral in zanj napisal scenarij Götz Spielmann. V glavnih vlogah nastopajo Johannes Krisch, Ursula Strauss, Irina Potapenko, Andreas Lust, Hannes Thanheiser, Hanno Pöschl. Zgodba prikazuje nesrečno ljubezensko razmerje med nekdanjim dunajskim prevarantom Alexom (Krisch) in ukrajinsko prostitutko Tamaro (Potapenko), ki se zapleteta v bančni rop.
Film je bil premierno prikazan 10. februarja 2008 na Mednarodnem filmskem festivalu v Berlinu, kjer je osvojil nagrade C.I.C.A.E., Femina-Film-Prize in Label Europa Cinemas. Kot avstrijski kandidat je bil nominiran za oskarja za najboljši mednarodni celovečerni film na 81. podelitvi. Skupno je prejel petnajst nagrad in sedem nominacij na svetovnih filmskih festivalih.

## Vloge
- Johannes Krisch kot Alex
- Irina Potapenko kot Tamara
- Andreas Lust kot Robert
- Ursula Strauss kot Susanne
- Hannes Thanheiser kot Hausner
- Hanno Pöschl kot Konecny